# Jeroen de Rijke
Jeroen de Rijke (* 9. Oktober 1970 in Brouwershaven, Niederlande; † 22. Februar 2006 in Takoradi, Ghana) war ein zeitgenössischer niederländischer Künstler.
De Rijke wurde durch seine gemeinsamen Ausstellungen mit Willem de Rooij bekannt, etwa auf der Biennale von Venedig. Jeroen de Rijke besuchte 1990 bis 1995 die Gerrit Rietveld–Academie in Amsterdam und von 1997 bis 1998 die Rijksakademie van beeldende kunsten in Amsterdam. 
Jeroen de Rijke und Willem de Rooij waren 2004 als Team nominiert für den Hugo Boss Prize.
| Personendaten    | Personendaten              |
| ---------------- | -------------------------- |
| NAME             | Rijke, Jeroen de           |
| KURZBESCHREIBUNG | niederländischer Künstler  |
| GEBURTSDATUM     | 9. Oktober 1970            |
| GEBURTSORT       | Brouwershaven, Niederlande |
| STERBEDATUM      | 22. Februar 2006           |
| STERBEORT        | Takoradi, Ghana            |